# Heteropanax chinensis
Heteropanax chinensis är en araliaväxtart som först beskrevs av Dunn, och fick sitt nu gällande namn av Hui Lin Li. Heteropanax chinensis ingår i släktet Heteropanax och familjen Araliaceae.

## Underarter
Arten delas in i följande underarter:
- H. c. chinensis
- H. c. longipedicellata